# 100Base-FX
100Base-FX, 100BASE-FX – standard sieci Fast Ethernet korzystający z jednej pary włókien światłowodu wielomodowego zapewniającego transmisję danych z szybkością 100 Mb/s. 100Base-FX oparty jest na standardach 100Base-T oraz 100Base-X. 
100Base-FX zapewnia dostęp do medium transmisyjnego za pomocą protokołu CSMA/CD. Stosuje kodowanie 4B5B zaadaptowane z FDDI, co przy transmisji sygnału wynoszącym 125 Mbodów daje szybkość transmisji 100 Mb/s w trybie half duplex oraz 200 Mb/s w trybie full duplex. Do kodowania fizycznego używany jest kod NRZI.

## Sprzęt
Produkowane urządzenia najczęściej wyposażone są w złącza światłowodowe SC-Duplex, LC czasem ST.
Najczęściej wykorzystywane są światłowody 62,5/125 mikrometra i 50/125 mikrometra. Typowa długość fali to 1300 nm.

## Dupleks
W przeciwieństwie do trybu half duplex, fizyczna długość połączenia w trybie full duplex nie jest ograniczona poprzez czas propagacji potrzebny do wykrycia kolizji. Dzięki temu maksymalna długość połączenia między urządzeniami końcowymi jest ograniczona jedynie przez charakterystyki transmisji sygnału we włóknie światłowodowym i wynosi 2000 m. Wielkość segmentu sieci w trybie full duplex jest nie nieograniczona. Maksymalny rozmiar segmentu jest ograniczony ze względu na czas propagacji kolizji do 412 m.

## Zastosowanie
Standard 100Base-FX nie jest tak popularnym standardem jak 100Base-TX, jednak ze względu na kompatybilność protokołów stosuje się go często do łączenia segmentów sieci 100Base-TX za pomocą stosunkowo niedrogich konwerterów. Zasięg pojedynczego łącza 100Base-FX jest dwudziestokrotnie większy od zasięgu łącza 100Base-TX. Sieci 100Base-FX są również stosowane w miejscach wymagających dużej odporności na zakłócenia elektromagnetyczne.